# Établissement de soutien opérationnel et logistique
En France, chacun des trois établissements de soutien opérationnel et logistique (ESOL) a pour mission d'offrir un soutien logistique aux moyens terrestres de la direction générale de la sécurité civile et de la gestion des crises (DGSCGC). En raison de l'implication de la DGSCGC dans les opérations de secours de grande envergure, les établissements sont amenés à participer à l'activité des secours sur le terrain.

## Sites
- Méry-sur-Oise (Val-d'Oise)
- Marseille - La Valentine (Bouches-du-Rhône)
- Jarnac (Charente)

## Missions
Composés de 110 techniciens hautement qualifiés, ces unités constituent une arrière-garde logistique capable de répondre aux besoins particuliers des services opérationnels nationaux de la sécurité civile.
Ils entretiennent le parc automobile et les matériels spécifiques des services opérationnels nationaux. Ils gèrent les stocks de la réserve nationale (sur 10 000 m2) qu'ils peuvent acheminer n'importe où en France, en cas de crise. Enfin, les spécialistes des ESOL étudient les moyens d'interventions des services opérationnels nationaux. À ce titre, ils réalisent des équipements spécifiques, comme des stations de traitement d'eau ou des robots pour le déminage.
L'ESOL de Jarnac est sous la tutelle du service de l'achat, de l'innovation et de la logistique du ministère de l'Intérieur (SAILMI).

## Procédure d'engagement
À la demande du préfet de département, l'État-major interministériel de zone de défense et de sécurité (EMZ), sous l'autorité du préfet de zone peut, après validation par le centre opérationnel de gestion interministérielle des crises (COGIC), engager les matériels de la Réserve nationale en cas de déclenchement d'opérations de secours pour lesquelles les moyens locaux sont insuffisants.
De plus, les établissements répondent directement aux demandes ponctuelles en renfort logistique exprimées par les préfectures et les États-majors de zone.